# Suzanne du Plessis-Bellière
Suzanne, marchesa di Plessis-Bellière e di Faÿ-lès-Nemours, nata Suzanne de Bruc de Montplaisir (1605 – Parigi, 25 marzo 1705), è stata la moglie di Jacques de Rougé di Plessis-Bellière (1602-1654), generale francese collaboratore del primo ministro Mazarino e del re Luigi XIV.

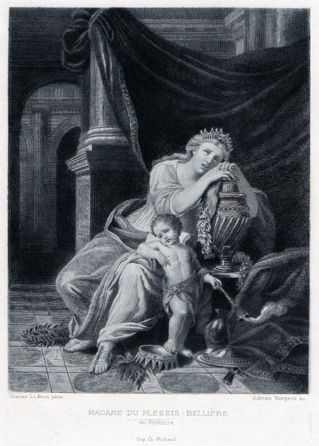

Suzanne era la figlia di Jean de Bruc de La Gréé e di Maria Venieri, discendente dai Dogi veneziani..

## Biografia
Suzanne du Plessis-Bellière «sapeva conciliare la delicatezza del gusto prezioso con virtù tradizionalmente virili come il coraggio e uno spiccato senso degli affari».
Fu nota alla società del tempo per la sua relazione con Nicolas Fouquet, sovrintendente alle finanze durante la minorità di Luigi XIV.: «Suzanne de Bruc era vedova da tre anni del marchese Plessis-Bellière...[quando] s'impadronì completamente di Nicolas Fouquet.» Le cronache del tempo la descrivono nelle Memorie come una mezzana ("entremetteuse") ma questo severo giudizio non si concilia con l'illustre amicizia che Suzanne continuò ad avere con Madame de Sévigné e lo stesso Saint-Simon, all'annuncio della morte della marchesa, ne parlò con un «sentimento di rispetto e simpatia»
Dai documenti dell'epoca risulta che l'ambiziosa Suzanne divenne intima di Fouquet soprattutto allo scopo di assicurare alla figlia un brillante matrimonio e di diventare essa stessa la governante dei figli del re. Fallito questo obiettivo conseguì invece il primo scopo ottenendo da Fouquet ricche sovvenzioni in denaro per il futuro sposo di sua figlia Caterina, François de Crequi, il quale ebbe così modo di acquistare la carica di "generale delle galere di Francia".
Suzanne fu molto vicina ai più grandi artisti dell'epoca che frequentarono il suo salotto letterario di cui fu una delle prime organizzatrici assieme a Madame de La Fayette e Madeleine de Scudéry.
Nel 1661 tentò di salvare Fouquet che correva il rischio di essere imprigionato dandogli ospitalità nel suo palazzo di Rougé a Nantes. 
Ma il sovrintendente fu arrestato da un drappello di moschettieri comandato da D'Artagnan, con l'accusa di malversazione e la marchesa du Plessis-Bellière subì la stessa sorte e fu internata per ordine del re nel castello di Montbrison.
Per le sue condizioni di salute le fu concessa un'attenuazione della sua prigionia per cui poté riunirsi ai suoi familiari nel palazzo Charenton vicino a Parigi.
Visse gli ultimi anni della sua vita attorniata da artisti e poeti. Morì centenaria nel 1705.